# Степурино (Сидоровское сельское поселение)
Степурино — деревня в Красносельском районе Костромской области. Входит в состав Сидоровского сельского поселения.

## География
Находится в юго-западной части Костромской области в правобережной части района на расстоянии приблизительно 5 км на юг-юго-восток по прямой от районного центра поселка Красное-на-Волге.

## История
Известна с 1872 года, когда здесь было учтено 28 дворов, в 1907 году отмечено было 53 двора.

## Население
Постоянное население составляло 185 человек (1872 год), 286 (1897), 254 (1907), 9 в 2002 году (русские 100 %), 4 в 2022.